# Porta Settimiana
La Porta Settimiana è una delle porte che si aprono nelle Mura aureliane di Roma e costituisce il vertice settentrionale, aperto verso la zona del colle Vaticano, di quella sorta di triangolo che la cinta muraria edificata dall'imperatore Aureliano nel III secolo compiva arrampicandosi sul Gianicolo per racchiudere l'area trasteverina.
Si trova all'inizio dell'attuale via della Lungara, ed è l'unica delle tre porte sulla sponda destra del Tevere (le altre sono la Porta Portuensis e la Porta San Pancrazio) che sia rimasta, nelle successive ristrutturazioni e riedificazioni, nel posto in cui era stata costruita.

## Etimologia

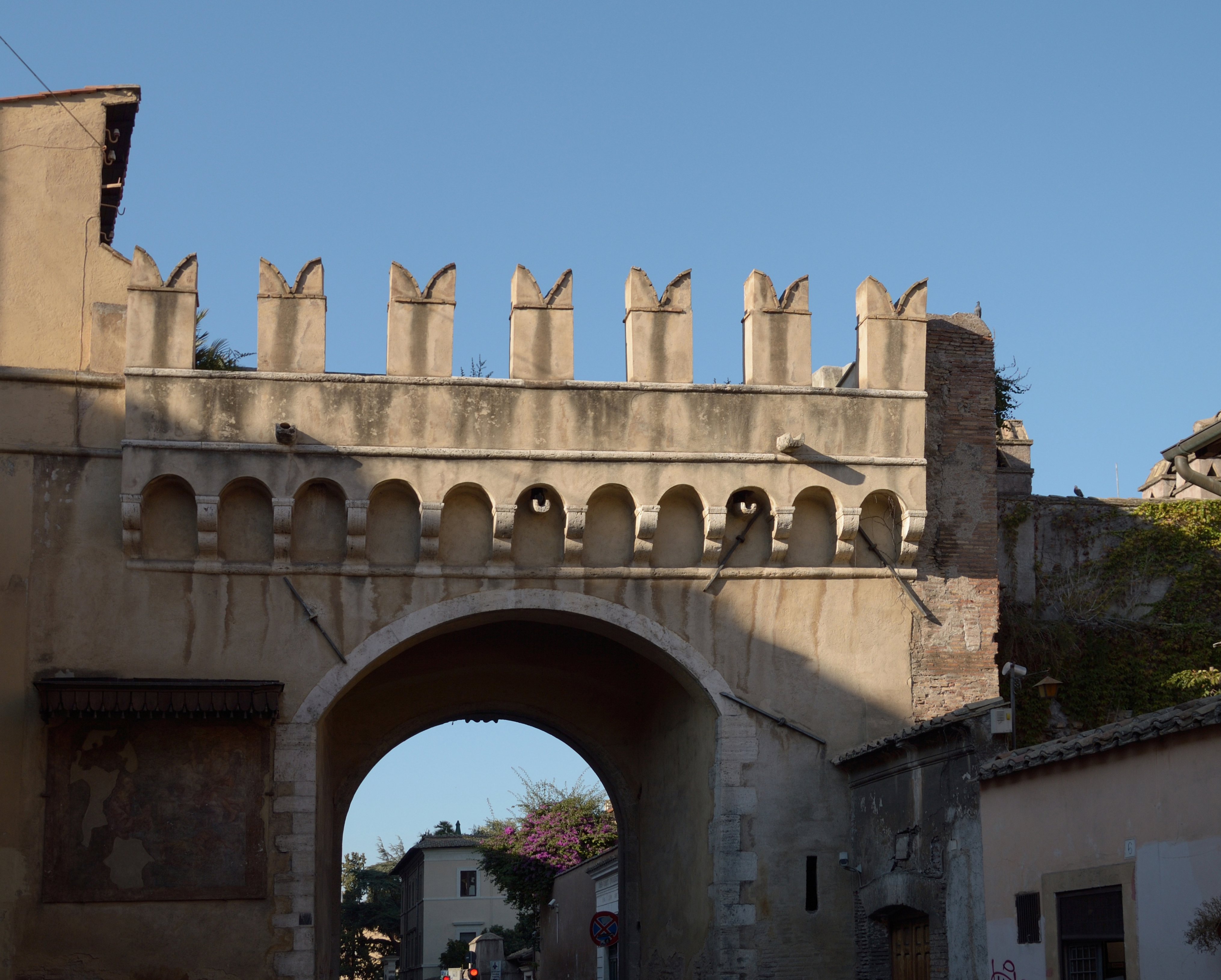
La Porta Settimiana – lato interno

Diverse sono le ipotesi sul significato del nome. Non sembrerebbe da escludere un'etimologia legata al fatto che si trovasse a settentrione del vicino tempio di Giano (septentrio e Ianus, in latino). Le ipotesi più recenti prendono seriamente in considerazione la possibilità che il nome derivi dalla vicinanza con qualche monumento dell'epoca dell'imperatore Settimio Severo, forse era un arco dell'acquedotto che portava l'acqua alle terme a lui intitolate, o forse era l'ingresso agli Horti Getae, i giardini cioè di proprietà di suo figlio Publio Settimio Geta, fratello e per pochi mesi co-imperatore con Caracalla, oppure una porta vera e propria per l'accesso al quartiere di Trastevere su mura che a quell'epoca non avevano più alcuna rilevanza militare. In tal caso risalirebbe ad almeno 60 anni prima dell'edificazione delle mura aureliane. In epoca medievale ci si è sbizzarriti in leggende, una delle quali voleva che Ottaviano, prima di essere imperatore, avesse innalzato in quel punto sette laudi mentre si recava “in pellegrinaggio” al tempio di Giano (”septem Iano laudes”).

## Storia

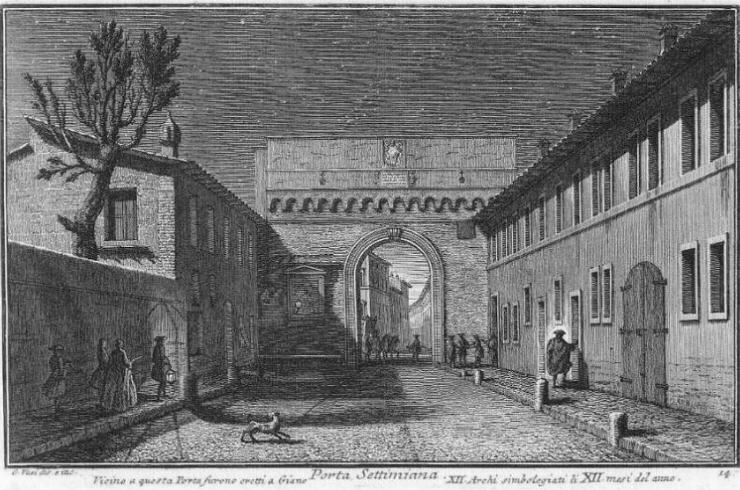
Porta Settimiana, incisione di Giuseppe Vasi (1747).

Per quanto riguarda l'epoca di edificazione, un passo di Tito Livio, che però non la cita esplicitamente, suggerisce che possa essere stata costruita già nel periodo regio, ma a quell'epoca sul lato destro del Tevere non esisteva un muro (la cui prima edificazione è dell'87 a.C.) , ma solo una fortezza posta a difesa del pons Sublicius, e la citazione sembra dunque del tutto inattendibile.
Non è rimasta comunque alcuna traccia o indicazione della struttura architettonica originaria, che forse consisteva in una semplice posterula o poco più. Infatti, dopo essere stata menzionata (e neanche con tanta certezza) come il punto d'incontro tra 
Cinna e Mario con il suo esercito in occasione della guerra sociale, non se ne ha più notizia fino ad un documento del 1123.
L'importante arteria che, stretta tra il fiume ed il Gianicolo, originandosi dalla Settimiana conduceva da Trastevere alla Porta Santo Spirito e quindi alla Basilica di S. Pietro (oggi via della Lungara), proprio per questo suo ruolo così rilevante per l'accesso dei pellegrini era chiamata “via Santa”. Della strada e della porta si ha notizia in alcuni documenti della fine del XIV secolo, quando si ordinava di tenerle entrambe pulite e libere dai detriti di cui spesso il fiume le inondava, e di non gettare immondizie varie, affinché la via fosse degna del nome che portava e della funzione che svolgeva. Dopo un restauro operato da papa Niccolò V nel 1451, proprio per la notevole importanza acquisita da quella strada, notevolmente accresciuta con la riedificazione di Ponte Sisto, nel 1498 papa Alessandro VI Borgia riedificò la porta, ampliandola, probabilmente rialzandola rispetto al livello originario e conferendole l'aspetto attuale. Quando poi, nel 1643 le mura Gianicolensi volute da papa Urbano VIII abbatterono quasi tutto il tratto della cerchia aureliana sulla destra del fiume, la porta Settimiana venne inglobata al loro interno e perse così ogni ruolo sia militare che di accesso.
L'ultimo intervento di ristrutturazione venne operato da papa Pio VI nel 1798, in cui venne conservato quell'aspetto militaresco difficilmente comprensibile per una porta ormai inserita all'interno di un quartiere cittadino, con il mantenimento, tra l'altro, dei merli guelfi che già all'epoca di papa Borgia non avevano più molta ragione di esistere.